# 요시다정 (가고시마현)
요시다정(일본어: 吉田町)은 일본 가고시마현 가고시마군에 있던 정이다.  2004년 11월 1일, 가고시마시에 편입되어 자치체로서는 소멸하였다.

## 지리
중심부는 가고시마시 중심부에서 북쪽으로 약 15km 떨어진 곳에 위치해 있었다. 남쪽의 무레오카를 중심으로 베드타운을 형성하고 있으며, 합병 이전부터 가고시마시와의 연계가 깊었다. 현재는 도심 회귀의 영향으로 구 정 지역의 인구는 감소하는 추세다.
1889년 정촌제 시행 당시 에도 시대 번정촌의 구역은 본성, 본명, 미야노우라, 니시사타우라, 히가시사타우라의 5개 대자로 구성되어 있었으며, 1991년(1991년)에 미야노우라의 일부에서 무레오카 1초메부터 무레오카 3초메까지가 설치되어 주거지 표시가 시행되고 있다. 폐지 당시에는 발족 당시의 5개 오아자 및 무레오카 지역의 3개 초정(町丁)으로 구성되어 있었다.

## 역사
- 1889년 4월 1일 - 정촌제 시행에 의해 이전의 정역에 해당하는 요시다촌이 성립하였다.
- 1929년 4월 10일 - 정 의회에서 심의 중이던 초등학교 운영 문제로 갈등이 빚어졌다. 방청객이 의회에 난입해 촌장과 의원들에게 심한 폭행을 가하는 소동으로 발전하였고, 현내에서도 손꼽히는 난치병 마을의 이미지를 뒷받침하는 사건이 발생하였다.
- 1972년 11월 1일 - 정으로 승격해 요시다정이 되었다.
- 2004년 11월 1일 - 사쿠라지마정, 히오키군 마쓰모토정·고리야마정, 이부스키군 기레정과 함께 가고시마시에 편입되었다.

## 교통

### 도로
- 규슈 자동차도
- 가고시마 제16호선
- 가고시마 제25호선
- 가고시마 제40호선
- 가고시마 제45호선

## 참고 문헌
- 角川日本地名大辞典編纂委員会,『角川日本地名大辞典 鹿児島県』1983, 角川書店